# Flagello dei criminali
Flagello dei criminali (Scourge of the Underworld) è il nome adottato da diversi supercriminali dell'universo Marvel. La sua prima apparizione fu su Iron Man n. 194 (maggio 1985), scritto da Dennis O'Neil e disegnato da Luke McDonnell, ma la creazione del personaggio è attribuita a Mark Gruenwald e John Byrne.
Il personaggio è stato principalmente un avversario di Capitan America, ma ha fatto diverse apparizioni (con diversi travestimenti, mantenendo l'anonimato) in moltissime testate dei personaggi Marvel, utilizzato dagli autori per eliminare quei supercriminali ritenuti superflui o in esubero, al grido di «Giustizia è fatta!».

## Biografia del personaggio
Il Flagello è un alias utilizzato da diverse persone organizzate nell'uccisione di supercriminali.
Inizialmente pare che il Flagello fosse un vigilante solitario, colpevole di molteplici omicidi della comunità criminale, specie la strage al "Bar senza nome", frequentato dai criminali. Su questi omicidi indagò Capitan America, riuscendo infine a catturarlo; questo individuo, restato anonimo, confessò al Capitano di aver iniziato la carriera quando scoprì che il fratello era in realtà un criminale mascherato chiamato Enforcer (vecchio nemico di Ghost Rider) il quale fu anche la sua prima vittima.
Mentre Cap arrestava il criminale, prima che questi rivelasse il suo nome venne freddato da un cecchino, che urlò il tipico slogan del Flagello, "Giustizia è fatta!"; esisteva quindi un secondo Flagello.
Tempo dopo John Walker (alias U.S.Agent) corse in soccorso del Power Broker, un imprenditore che forniva sotto pagamento un programma artificiale di potenziamento fisico (a cui si sottopose lo stesso Walker anni prima); costui venne scelto come vittima dal Flagello, in quanto molti criminali si erano serviti del suo programma. U.S.Agent catturò il criminale, ma mentre lo portava via, anch'esso fu colpito da uno sparo, che lo uccise sul colpo, sentendo il grido "Giustizia è fatta!".
In seguito U.S.Agent scoprì un'intera organizzazione di Flagelli, finanziato dall'ormai anziano Angel, un ex supereroe degli anni quaranta.
Anche il Teschio Rosso si servì di alcuni agenti Flagello per eliminare alcuni bersagli, come ad esempio il suo sostituto comunista degli anni cinquanta, Albert Malik.
Tempo dopo apparve un nuovo Flagello, che cercò di uccidere i Thunderbolts; costui si rivelò essere Jack Monroe, ex Nomad e Bucky negli anni cinquanta. Jack era condizionato da alcuni naniti nel sangue, manovrato dall'agente governativo Henry Peter Gyrich, a sua volta sotto il controllo del Barone Strucker.
Jack Monroe venne in seguito salvato e "ripulito", e per un po' non si sentì più parlare del Flagello, ma di recente Norman Osborn ha ribattezzato un nuovo agente dei Thunderbolts col nome di Flagello, mandandolo ad uccidere Songbird.
Inoltre, il criminale Hood ha utilizzato i suoi poteri demoniaci per resuscitare i criminali assassinati dal Flagello nel Bar senza nome, mandandoli contro Punisher (che credevano essere il Flagello) per volere di Norman Osborn.